# Coppa Italia 1982-1983 (pallavolo maschile)

Il Santal Parma, vincitore dell'edizione.

La Coppa Italia di pallavolo maschile 1982-83 fu la 5ª edizione della manifestazione organizzata dalla FIPAV.

## Regolamento e avvenimenti
Alla manifestazione presero parte trentasei squadre tra Serie A1 e A2.
Le squadre disputarono tre turni eliminatori che qualificarono otto squadre; queste andarono a disputare, con gare di andata e ritorno, le semifinali. Le quattro compagini vittoriose furono le finaliste e disputarono il girone finale a Firenze, tra il 10 e il 12 giugno 1983; vincitrice risultò essere il Santal Parma.

## Girone finale

### Partecipanti
- Casio Milano
- Riccadonna Asti
- Robe di Kappa Torino
- Santal Parma

### Classifica
| Pos. | Squadra              | Pt | G | V | P | SV | SP |
| ---- | -------------------- | -- | - | - | - | -- | -- |
| 1.   | Santal Parma         | 6  | 3 | 3 | 0 | 9  | 4  |
| 2.   | Robe di Kappa Torino | 4  | 3 | 2 | 1 | 8  | 4  |
| 3.   | Riccadonna Asti      | 2  | 3 | 1 | 2 | 4  | 8  |
| 4.   | Casio Milano         | 0  | 3 | 0 | 3 | 4  | 9  |

| Vincitrice della Coppa Italia |

### Risultati

#### Tabellone
|        | Asti | Milano | Parma | Torino |
| ------ | ---- | ------ | ----- | ------ |
| Asti   | XXX  | 3-2    | –     | –      |
| Milano | –    | XXX    | –     | –      |
| Parma  | 3-1  | 3-1    | XXX   | 3-2    |
| Torino | 3-0  | 3-1    | –     | XXX    |